# Rio Pati

O Rio Pati é um rio brasileiro que faz parte da Bacia do Iguaçu e leva à Baía de Guanabara, no Rio de Janeiro. Sua existência é conhecida com esse nome desde ao menos 1823.